# El Tuerto de Pirón
Fernando Delgado Sanz, más conocido como El Tuerto de Pirón o Tuerto Pirón (Santo Domingo de Pirón, Segovia, 30 de mayo de 1846 - Valencia, 5 de julio de 1914), fue un bandolero español muy temido en su época que con el tiempo ganó fama de bondadoso, llamado así por tener desde niño una nube en el ojo que cubría con un parche. Actuó principalmente en la sierra de Guadarrama y las cuenca de los ríos Pirón y Lozoya.
Su vida después de muerto fue fantaseada y en un breve período ya formó parte de los mitos populares y sus aventuras son cantadas de pueblo en pueblo. Se le considera desde su muerte el último bandolero de la Sierra de Guadarrama.

## Biografía

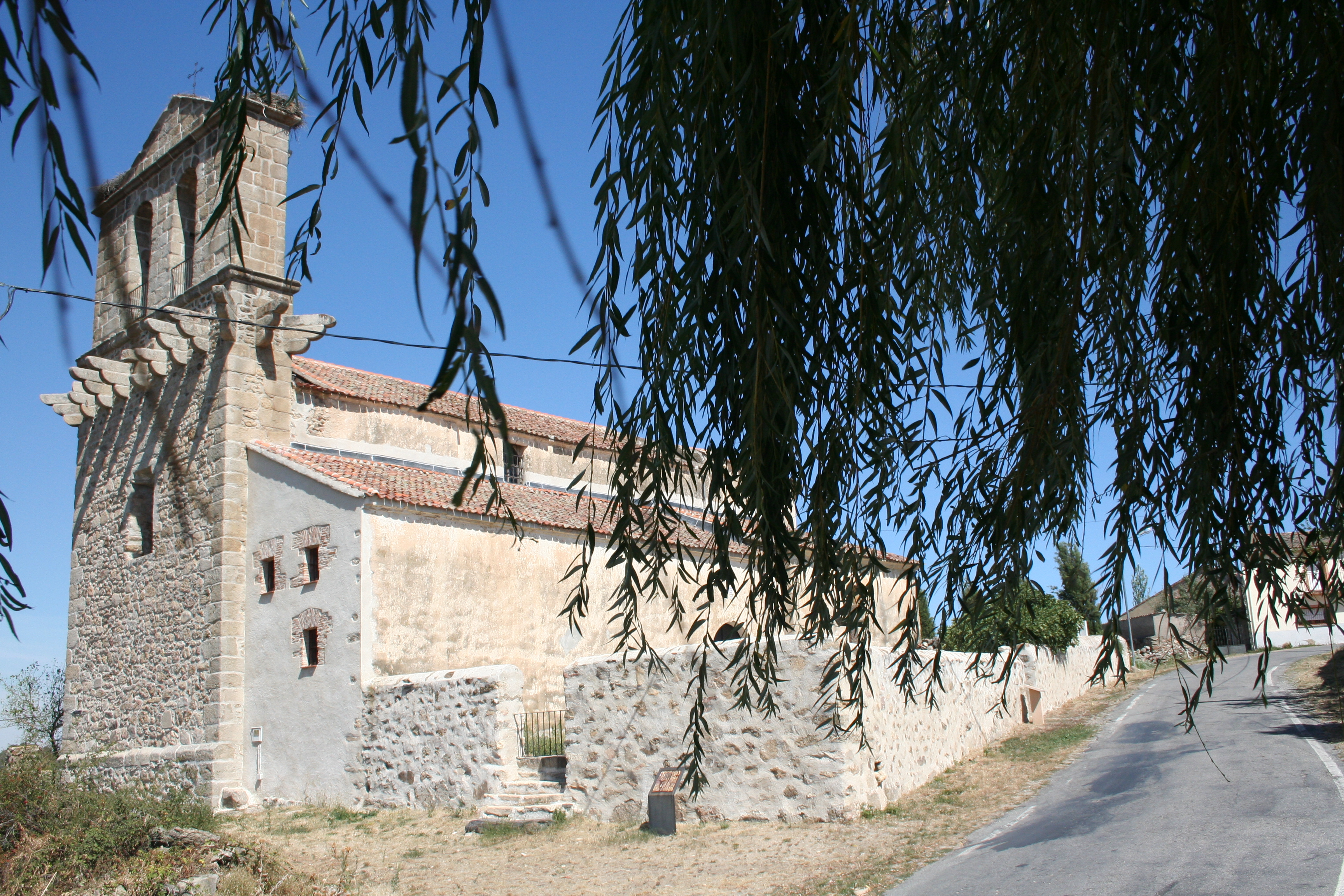
Iglesia de Santo Domingo de Pirón, en la que fue bautizado el 6 de junio de 1846, fue atracada por él

### Infancia y juventud
Nació el 30 de mayo de 1846 en Santo Domingo de Pirón rodeado de labradores en el seno de una familia humilde. Hijo de Ramón Delgado Adrados, natural de Escalona del Prado, y Ana Sanz de Ysabel, de Santo Domingo de Pirón, contrajeron matrimonio siendo él viudo y ella menor de edad. Tuvo al menos una hermana y vivió una infancia despreocupada en la que destacó por su picaresca, aburrirle el pastoreo y su capacidad para llevarse bien con los animales, además aprendió a leer, escribir y cálculo, cosa que era muy rara y excepcional para el lugar en la época. Quiso estudiar en el Instituto Provincial de Segovia pero su poco dinero se lo impidió.
Teniendo muchos amigos en la zona, alternó con una moza del pueblo que pronto fue su novia de mutuo acuerdo consiguiendo la promesa y permiso de su padre de que se casarían pronto. Gracias a que sabía escribir, en sus primeros años de juventud aprendió código morse y estuvo empleado como radiotelegrafista en la sección de Telégrafos de Segovia hasta que tuvo que partir a realizar el servicio militar obligatorio a Madrid.

### Inicios
En el verano de 1866, tras volver a su lugar de nacimiento al finalizar el servicio militar, haber abrazado la idea de la libertad con su vertiente e implicaciones políticas y habiendo visto más mundo que la mayoría de sus vecinos, vio que su novia, una moza "realenga" (según algunas fuentes llamada Dolores y apodada Lola) de su misma localidad con la que estaba prometido con las bendiciones de su padre y gusto mutuo, se había casado con otro mozo de la localidad y que tras presiones familiares y en especial de su padre, que era cacique de la zona, accedió. Esto se debió a que la familia de este mozo tenía más posesiones que la de Fernando. Fue entonces cuando después de exculpar a la que fue su novia que aún amaba y su nuevo marido, con el corazón roto inició su carrera delictiva el 25 de julio de 1866, con su legendario y vengativo primer delito. Este consistió en robar el mejor cordero del padre de la que fue su novia y comérselo con ayuda de sus amigos en una cueva de la zona de Losana de Pirón celebrando la fiesta de Santiaguito en sustitución a la fiesta de la boda. Todo con el objetivo de mofarse y ridiculizarlo ante la población de la zona, cosa que sí logró, dejando los restos y piel del animal en su puerta junto con el texto "para el padrino". La noticia corrió como la pólvora y rápidamente se volvió famoso en toda la zona.

### Fechorías
Al ser el damnificado de su primer delito una persona influyente puso de inmediato a la Guardia Civil en su búsqueda y se vio obligado a vivir del robo escondiéndose en las Cuevas de la Vaquera y de Murciganillos y la Ermita de Santiaguito en Losana de Pirón, en el viejo y famoso Olmo de 300 años en una plaza de Rascafría desde donde escondido escuchaba información para posibles robos a los vecinos, en iglesias abandonadas, bosques y en algunas ventas o ranchos que le acogían por miedo, dinero o amistad, como la Venta del Hambre en Basardilla o el Rancho Alfaro en Santo Domingo de Pirón; en este último se decía que contaba con la cooperación de su propietario, el sexto Marqués de Lozoya, Luis de Contreras y Tomé, con quien llegó a formar una estrecha amistad originada en antiguas conspiraciones políticas liberales de las que eran correligionarios.
Sus fechorías se basaron principalmente en robos de ganado, a casas ricas e iglesias, asaltos a caminantes y viajeros, además de pedir rescates tras el secuestrado de miembros de la burguesía, nobleza y clero. Formó una banda con cuatreros de la zona, siendo algunos amigos de su infancia que le apoyaron a su interés durante toda su vida. Los delitos fueron haciéndose cada vez más graves y en una zona cada vez más amplia. Delinquió solo con el objetivo de sobrevivir, a pesar de las turbias historias que promovidas por él para asustar se contaban.
Solo cometió un asesinato, batiéndose en duelo de navajas con un traidor del grupo apodado El Madrileño, lo cual ocurrió en la Fuente del Pesebre entre Torrecaballeros y Espirdo, cuando la banda tras un golpe dormía en una cueva de Losana de Pirón, y El Madrileño montó un caballo y se dispuso a ir a delatarlos para cobrar la recompensa, aunque Fernando, más ágil, le alcanzó y le reto a duelo mortal. Además permitió otro por parte de uno de sus compañeros llamado Paco a un soplón del grupo llamado Antolín de Pinilla, aunque después de cometerlo, Paco fue linchado hasta la muerte por vecinos del lugar. A diferencia de la mayoría de bandoleros le repugnaba la sangre y aunque solía robar iglesias habitualmente intentaba ir a misa.
Entre sus fechorías más importantes destacan el complicado y mítico saqueo en invierno de 1880 a la iglesia románica de Tenzuela entrando por el tejado y sin dejar un solo rastro, del que se hizo gran eco la prensa madrileña, y el robo a la casa de Braulio Alonso, un rico de Adrada de Pirón en la que entró disfrazándose a sí mismo y a su banda de guardias civiles que iban a custodiar la casa una noche ante la amenaza de un atraco inminente del Tuerto Pirón. También es muy famoso su robo al obispo de Segovia Rodrigo Echevarría y Briones.

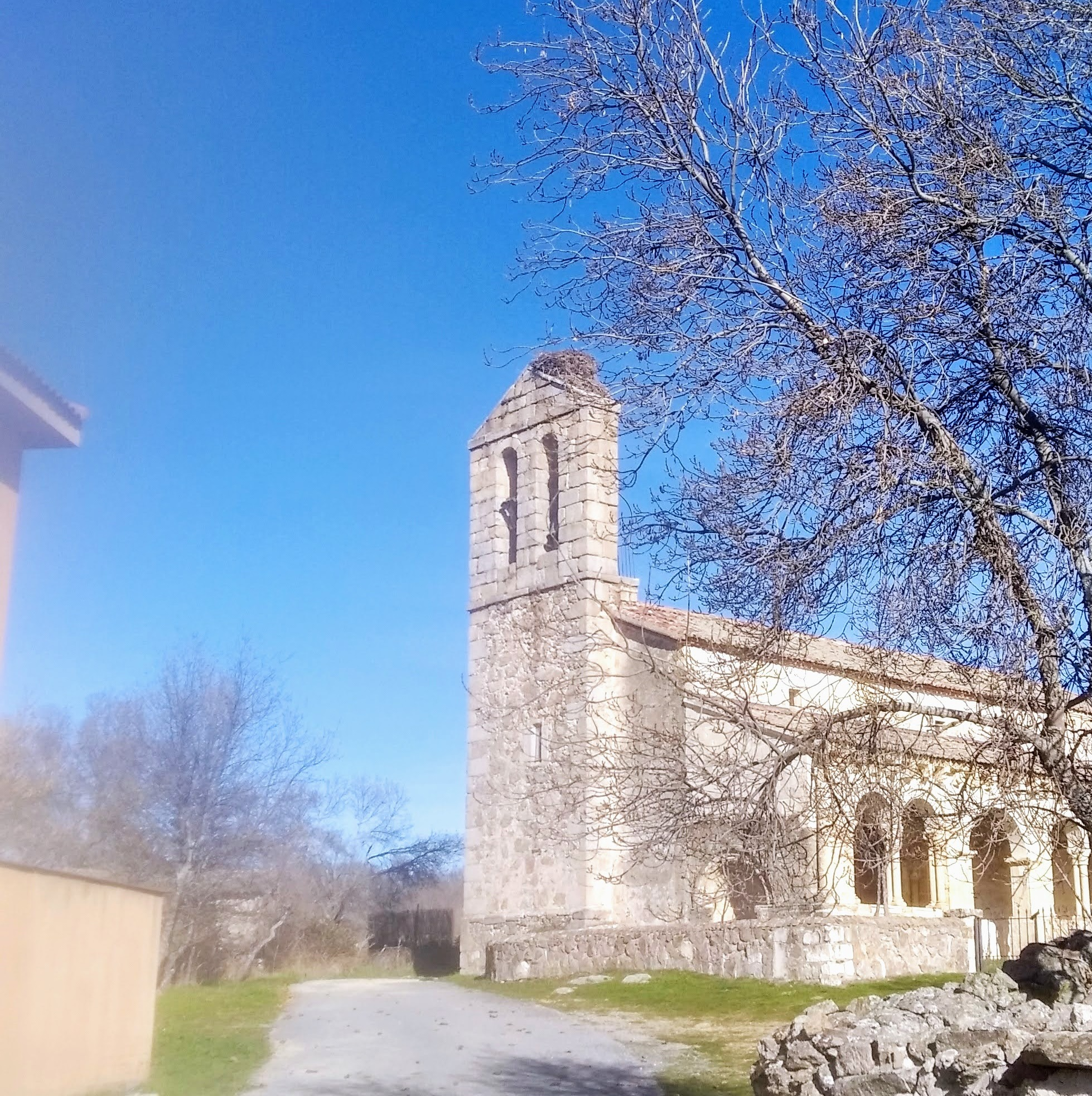
El asalto a la iglesia románica de Tenzuela es el más conocido de los muchos atracos a templos de la zona por Fernando Delgado Sanz y su banda por su impecable y difícil ejecución

### Detenciones y huidas
Hubo múltiples intentos de detención fallidos o que le tuvieron preso un tiempo mínimo, como la de 1879 o en las que tuvo que huir por los tejados de la segoviana calle de los Gascos o la madrileña glorieta de Quevedo tras ser interceptado en una posada.
Estos encontronazos se iban sucediendo poco a poco cada menos tiempo. Pero fue detenido como tal por primera vez en diciembre de 1881 durmiendo en la casa de un amigo carbonero que le traicionó y fue encarcelado en la Cárcel Real de Segovia en la calle Juan Bravo, actual Casa de la Lectura, de donde escapó por el techo con ayuda de un amigo fiel tras limar los barrotes, mes y medio después, el 31 de enero de 1882. Poco después, el 26 de marzo, estuvo cerca de ser detenido por el cabo segundo de la guardia civil Joaquín Monelús y otros tres compañeros en un encuentro que supuso la muerte de Aquilino Benito Pérez. Su segunda detención se produjo meses después en una posada en Miraflores de la Sierra, por el capitán de orden público Figueiredo (que fue ascendido a comandante); en este hecho fue conducido a la prisión de Colmenar Viejo y de nuevo al penal segoviano, de donde escapó de nuevo pero las huellas dejadas en la nieve de aquella noche de invierno de 1883 permitieron a la Benemérita cazar de nuevo y por última vez al bandido en el valle del arroyo Tejadilla de Segovia, tras más de 15 años prófugo. Fue acusado de múltiples delitos y condenado en 1888 por la comisión militar de la Audiencia de Madrid a cadena perpetua. Resultó difícil imponerle una pena tan alta. Se salvó de la pena de muerte porque solo había cometido un asesinato a otro bandolero y no había disparado a agentes de la ley. El juez estuvo cerca de no poder condenarle a la perpetua por falta de cargos y finalmente lo hizo por el ensañamiento con el cuerpo de El Madrileño. Cumplió su condena en la Cárcel Modelo de Madrid, en Ceuta y posteriormente en San Miguel de los Reyes (Valencia). Su conducta en la penitencia fue excelente, llegando a ser clavero, y solicitó ser indultado, pero esta lenta posibilidad en trámite no llegó a tiempo.

### Muerte
Murió muy arrepentido de su pasado con 68 años, prisionero el 5 de julio de 1914 tras estar encarcelado durante 26 años en el Penal de San Miguel de los Reyes, provincia de Valencia, donde pasó sus últimos días sumido en la decadencia, soledad, la amargura y enfermo de claustrofobia. Se popularizó entonces una copla que decía:
Mientras existan tocones,
le van a coger al Tuerto...

¡Por los cojones! Con perdón.

## Descripción policial
En sus búsquedas se le describía así por la Guardia Civil:
“Edad, 35 años; estatura, más bien alto que bajo; ancho y cargado de espaldas; cara, ancha; color, moreno; barba afeitada; con un poco de bigote. Como seña particular, un granizo en el ojo izquierdo. Viste pantalón azul, chaleco de paño pardo y un chaquetón largo ó cazadora á cuadros; buenos borceguíes negros, y sombrero ancho ó boina azul muy usada."

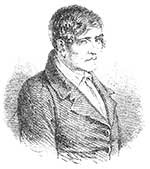
Retrato policial de 1870 también atribuido al bandolero Francisco de Villena, apodado Paco el Sastre

En un artículo publicado después de su muerte el 16 de agosto de 1921 en El Adelantado de Segovia, se contaba que muchas veces se paseaba por la ciudad tranquilamente saludando como un caballero y con todo su descaro a los ciudadanos segovianos que al reconocerle enmudecían del miedo:
“El célebre bandido segoviano no se recataba de presentarse en público; dándose caso de tomar, en el trayecto, asiento en los coches de la tierra y apeándose donde le parecía. Despidiéndose cortesmente de los pasajeros que le habían reconocido, pero que guardaban muy bien de hacerlo saber para evitarse peligrosas molestias."

## Reinodel Tuerto
A su zona de poder por la que se desplazaba a caballo y a pie la denominaban El Reino del Tuerto o País del Tuerto, por el poder y el control que ejercía sobre el lugar. Se extendía por toda la comarca del río Pirón, los valles de río Viejo y el de Lozoya, desde el río Pirón hasta Pedraza y Casla, parte de la cuenca del río Cega además de ambas vertientes (madrileña y segoviana) de la Sierra de Guadarrama. También en localidades tan cercanas a la capital segoviana como Palazuelos de Eresma en la zona de Gamones, Trescasas y Sonsoto, aunque en estos dos últimos no tuvo éxito. Asaltó de manera arbitraria a peregrinos del Camino de Santiago y el Camino de San Frutos. Son famosas sus fechorías en toda la provincia de Segovia y Madrid, por ejemplo, y en la localidad de Rascafría su historia es famosa por haberse escondido en su olmo centenario. Alguna rara vez sus actuaciones las acometió en municipios lindantes de la provincia de Valladolid con la provincia de Segovia. A ambos lados de la Sierra de Guadarrama era conocido, buscado y muy temido.

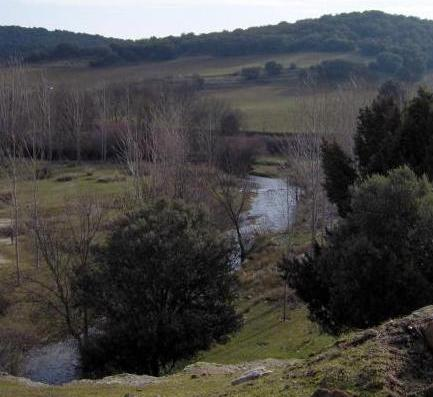
Río Pirón a su paso por Peñarrubias de Pirón, uno de los lugares sobre el que ejercía más control

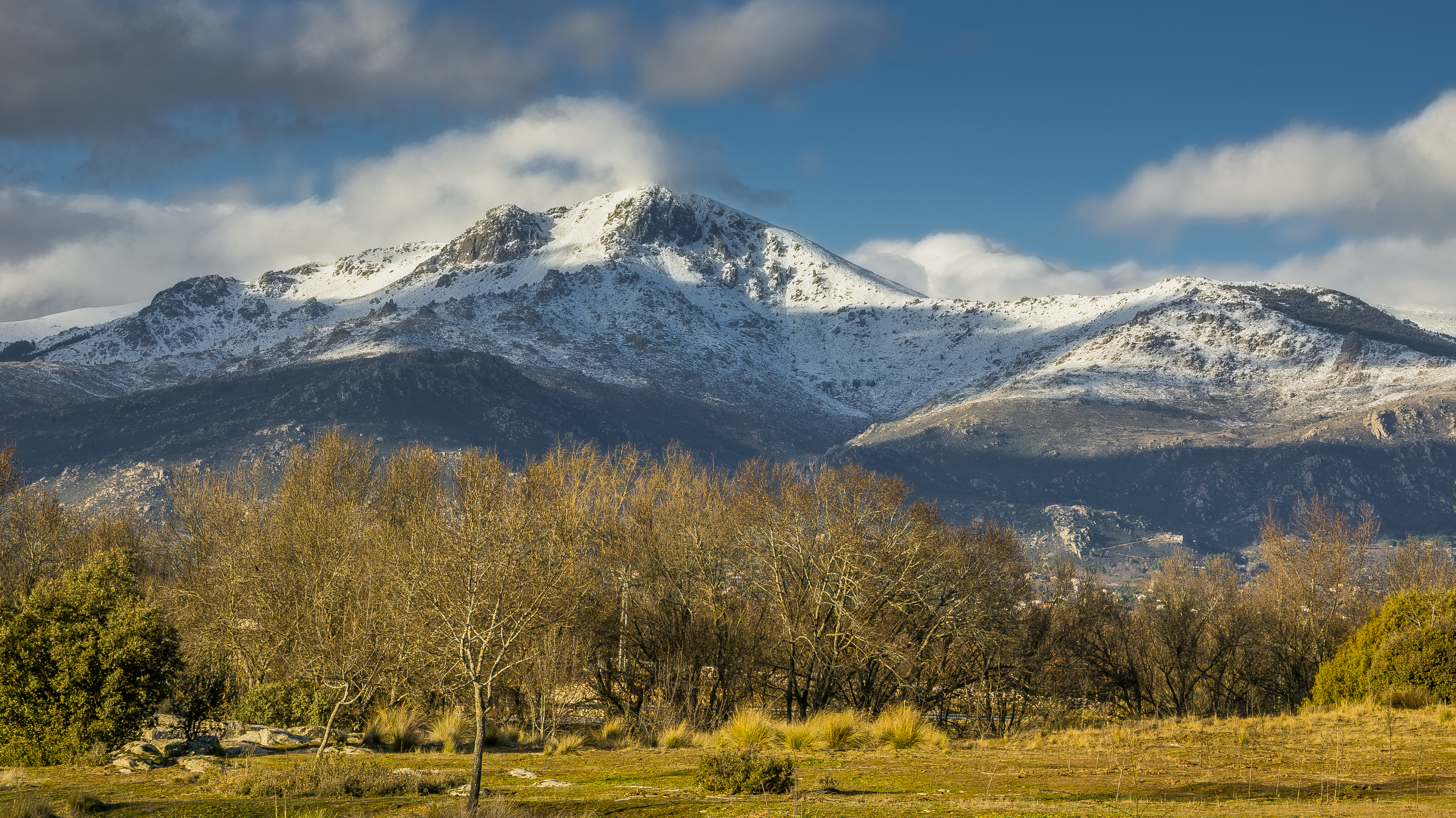
La Sierra de Guadarrama, controlada en ambas vertientes por Fernando

## La Mata de Ladrones
Creó una banda de cuatreros a la que se denominó La Mata de Ladrones, a la que pertenecían algunos de sus amigos de la infancia y juventud junto a otros procedentes de los municipios de Espirdo, Segovia y Madrid. Los más importantes fueron Aquilino Benito Pérez, Paco, Geñico, Barroso, El Madrileño, Consuegra y tres hermanos llamados Los Tormentas.
A día de hoy el paraje 40°55′56.32″N 3°45′18.94″O / 40.9323111, -3.7552611 del valle del Lozoya, situado entre el término municipal de Pinilla del Valle y Lozoya (Madrid), es conocido como Mata de los Ladrones o en una transformación fonética acompañada del paso del tiempo Mata de los Laderones, en referencia al habitual tránsito de Fernando y su banda por la zona.

## En la cultura popular

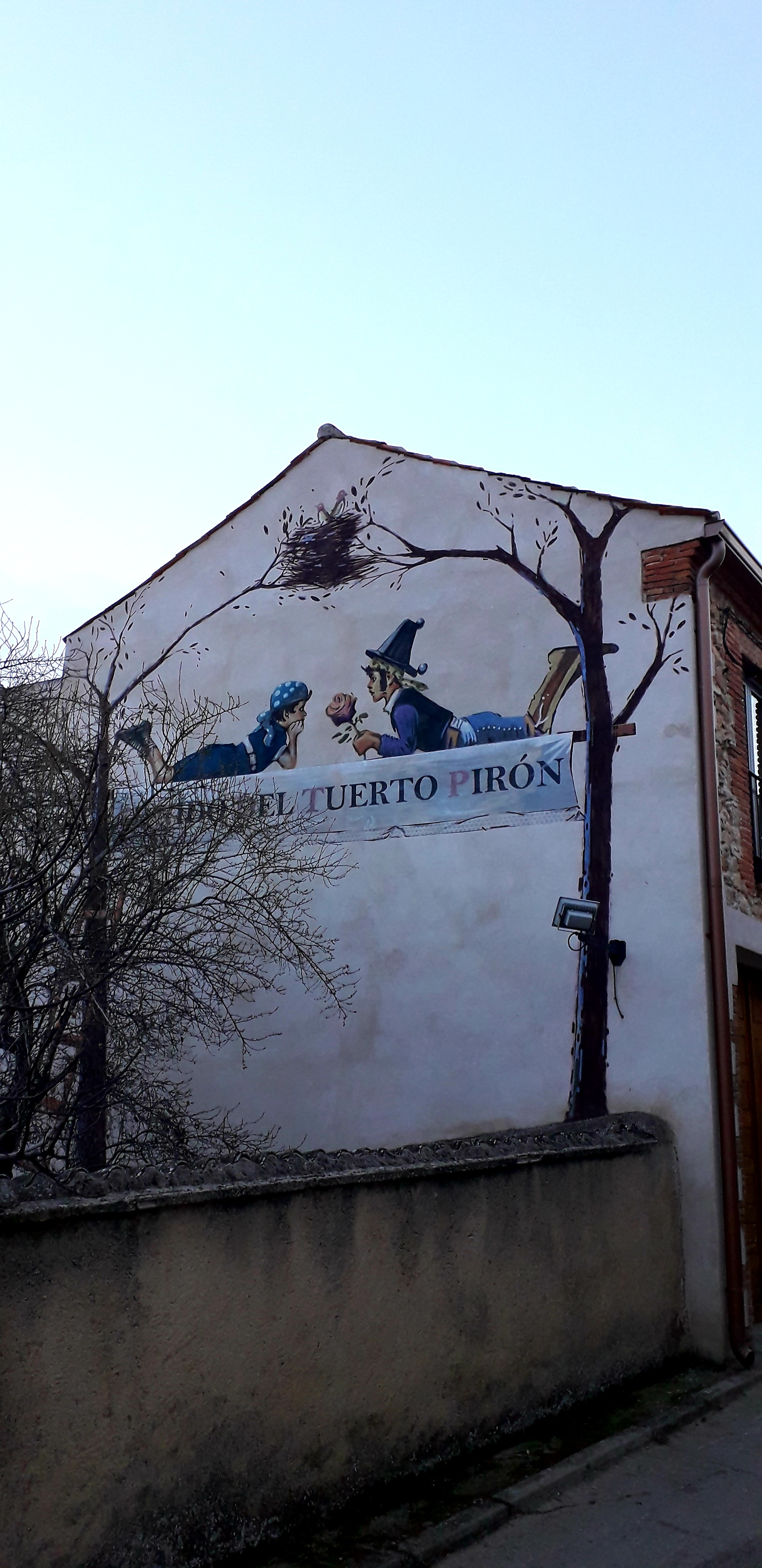
Mural del Tuerto Pirón en Cabañas de Polendos

La historia del bandolero sigue a día de hoy muy presente en la cultura popular de la zona donde su historia es sobradamente conocida, existiendo varias casas rurales, hoteles y restaurantes donde se refugió antaño con su nombre. Además existen numerosas coplas y romances en la cultura popular de la zona que narran su historia y sus hazañas más famosas, como la "Copla del Tuerto Pirón" o el libro Romances de El Tuerto de Pirón, narración poética de Tomás Calleja que recorre la aventurera vida de El Tuerto.
Una calle de Santo Domingo de Pirón lleva en la actualidad su nombre y su historia ha convertido en un referente turístico a toda la zona donde actuó, lo que es utilizado en ocasiones por asociaciones rurales, culturales o ecológicas además de ayuntamientos locales como el de Palazuelos de Eresma para atraer visitantes o la Diputación Provincial creando rutas para moteros.
Existe un libro de ficción, El Brujo de Carranzales, de Julián de Antonio de Pedro, que narra las aventuras de un discípulo de mismo nombre del Tuerto que viajando en el tiempo sus andanzas se centran en la cuenca del río Cega y los pueblos de la Comunidad de villa y tierra de Pedraza (en el libro de Carranzales). Muy distorsionado por la cultura popular, el autor podría haberse basado en un bandolero discípulo suyo real que habría muerto en una emboscada de la Guardia Civil durante la Segunda República Española.
El humorista, ilustrador, pintor y profesor segoviano José Orcajo se inspiró en la leyenda y andanzas de este bandolero para crear una adaptación de este al cómic, las historias de su personaje Liborio Mangas Largas, quien aparece en numerosos ejemplares de la revista de cómics Superlópez.

#### Copla del Tuerto Pirón
Mucho ojo con el Tuerto,
que el que le sigue la pista,
fijo que termina muerto,

que es tuerto de doble vista.-Anónimo

#### Romance principal de El Tuerto de Pirón
Era Fernando Delgado un arriscante mancebo,
al que una nube en el ojo le valió el mote de 'El Tuerto'.
Segar y arar le mataba le aburría el pastoreo,
y mientras otros el callo daban, domando su cuerpo,
él estaba en las solanas como un pajón de centeno.
Era doctor en caminos en rondas y devaneos,
amigo de las lechuzas, de las sombras y los perros,
farruco como el que más y larguísimo de dedos.
- Romances de El Tuerto de Pirón, recogido (o compuesto) por Tomás Calleja (1922-2018)

### Caracterización actual
Se ha afirmado mucho que El Tuerto robaba a los ricos para dárselo a los pobres, considerándole a veces como un Robin Hood español, pero fuera de ocasiones muy concretas no se puede asegurar que este fuera el modus operandi habitual de Fernando. A pesar de ello, algunos vecinos de Santo Domingo de Pirón bromean a día de hoy con la idea de que le nombren santo por este motivo.
Es conocida la anécdota de cuando se topo con Fernando Aragüete, un niño proveniente de Pelayos que llevaba trigo al Molino del Romo en el Pirón a lomos de un borrico viejo. Interceptado, según algunas versiones el burro asustado se despeñó y en otras lo mató de un disparo al no considerarlo más que un pellejo indigno. Preguntado el niño de porque trabajaba tan temprano, contestó que temía cruzarse con el Tuerto porque tener entendido que era "muy malo". El Tuerto con las palabras de "el Tuerto soy yo" le regaló cincuenta duros, bastante dinero para la época, a fin de que se comprara un animal de calidad y ayudara a la familia. Se despidió mandándole a casa encomendado de pregonar que "el Tuerto no hace mal a los pobres" y le subió en su caballo la carga hasta el molino.
Aunque algunos de sus robos más sonados fueron a ricos como Braulio Alonso de Adrada de Pirón o al obispado, los robos de reliquias populares de iglesias, su amistad con el sexto Marqués de Lozoya Luis de Contreras y Tomé de la élite segoviana o la extendida percepción de que no robaba en las haciendas segovianas de los hombres más ricos que se habían trasladado a Madrid, hacen dudar de su hoy popular caracterización como justiciero social.
En este sentido, su figura e historia se han usado además por parte de las instituciones públicas con el objetivo de rehabilitar a presidiarios de la cárcel de Segovia realizando paseos por el Camino de San Frutos.